# Ель-Амара (округа)
Ель-Амара — округа мухафази Майсан, Ірак.
| Ірак | Це незавершена стаття з географії Іраку. Ви можете допомогти проєкту, виправивши або дописавши її. |